# Máng trượt nước

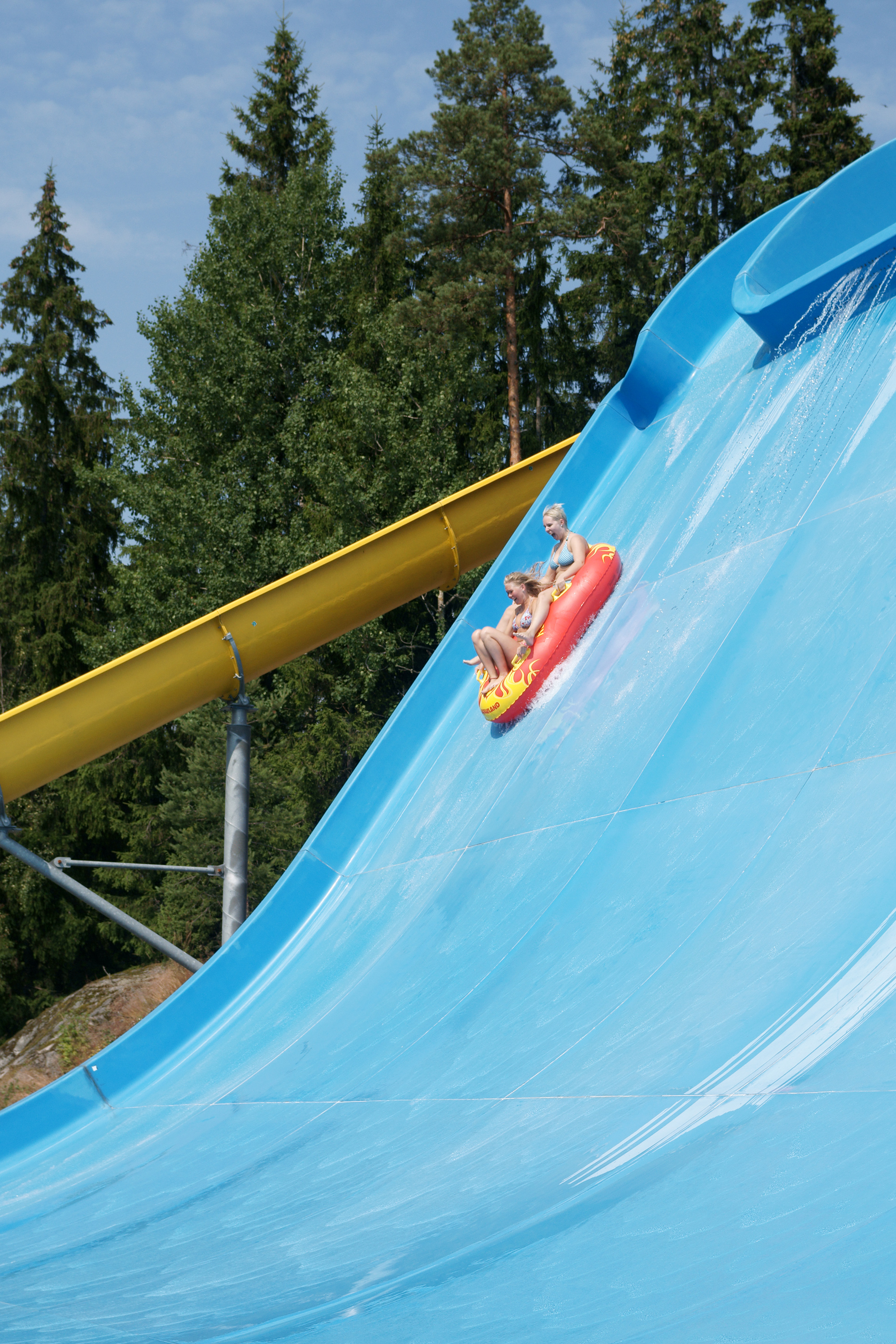
Một máng trượt nước tại công viên giải trí ở Phần Lan

Máng trượt nước (Water slide) hay còn gọi là đường trượt nước, hay cầu trượt nước là loại cầu trượt được thiết kế để sử dụng giải trí trong các công viên nước. Các đường trượt khác nhau về phương pháp sử dụng và kích thước. Một số máng trượt yêu cầu người chơi phải ngồi trực tiếp trên cầu trượt hoặc trên một tấm bè hoặc ống được thiết kế để chơi trò chơi. Một máng trượt nước điển hình sử dụng hệ thống máy bơm để bơm nước lên trên, sau đó nước sẽ chảy xối xả xuống bề mặt. Nước làm giảm ma sát nên các thanh trượt di chuyển xuống cầu trượt rất nhanh tạo cảm giác thích thú. Các đường trượt nước chạy vào bể bơi (thường gọi là bể ngâm) hoặc một đường trượt dài. Nhân viên cứu hộ thường túc trực ở phía trên và phía dưới cầu trượt để nếu người chơi bị thương thì họ sẽ được xử lý và điều trị ngay lập tức. 
Đường trượt nước dài nhất thế giới được lắp đặt tạm thời ở Waimauku, New Zealand vào tháng 2 năm 2013, công trình này được thiết kế xây dựng với tổng chiều dài đạt 650m, trong đó có 550m hoạt động bình thường. Những người thiết kế nó tuyên bố người nắm giữ kỷ lục trước đó có chiều dài chỉ đạt đến 350m. Sau đó, máng trượt này được chuyển đến Công viên hành động ở Vernon, New Jersey. Đường trượt nước tại Buena Vista Lodge ở Costa Rica là một đường trượt nước dài 400m trong đó người chơi ngồi trực tiếp trên đường trượt, với một ống bên trong bao quanh phần thân trên để đảm bảo an toàn. Tàu lượn nước dài nhất dành cho nhiều người là ở Mammoth at Holiday World với chiều dài 1763 bộ tại Holiday World ở Santa Claus, Indiana. "The Longest" là đường trượt nước cố định bằng ống dành cho một hành khách nằm ở Selangor, Malaysia, du khách đến điểm tham quan bằng hệ thống cáp treo và đi xuống cầu trượt trong khoảng 4 phút trong khi di chuyển qua 1111m qua khu rừng tuyệt đẹp.

## Hình ảnh

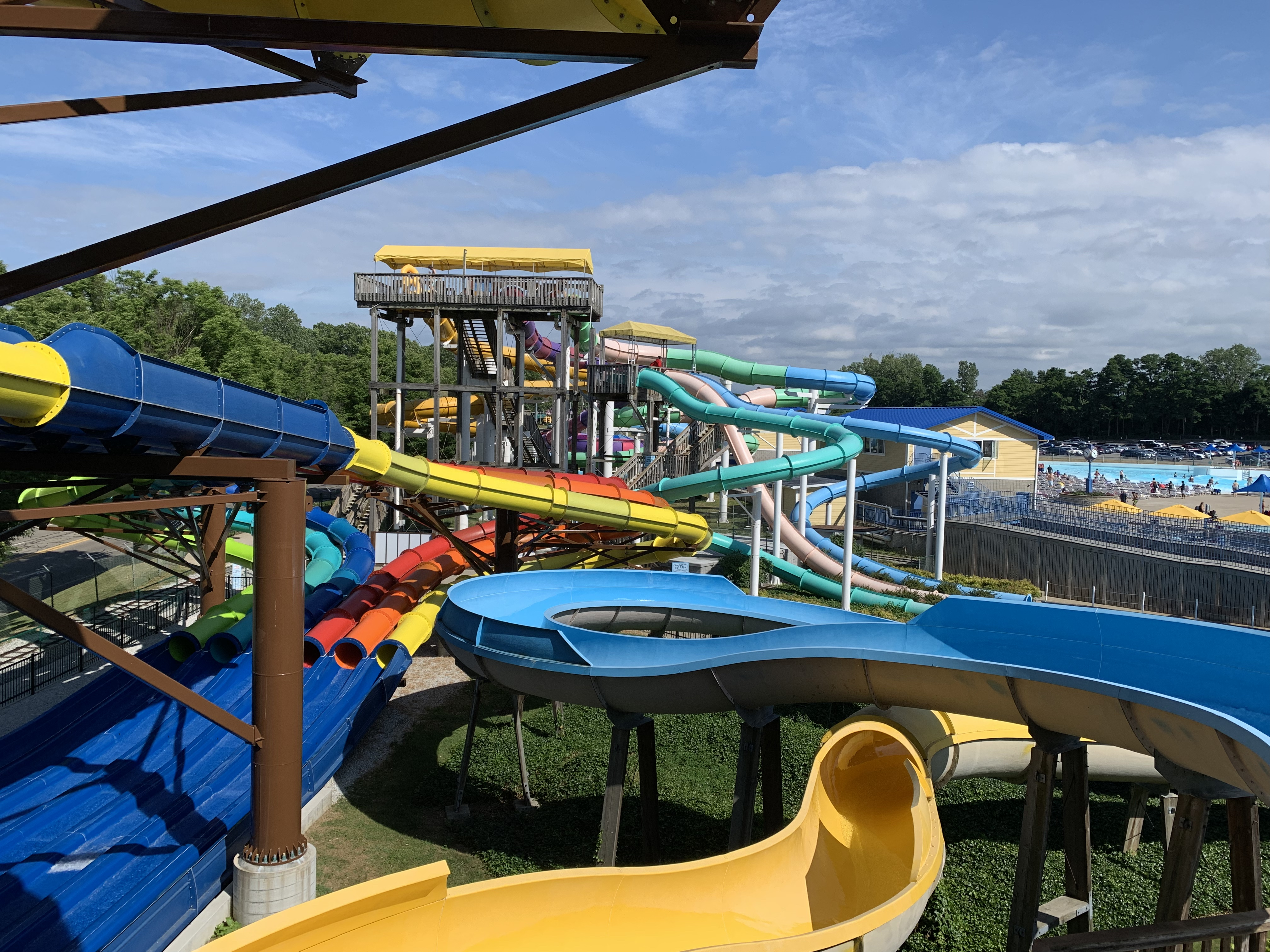
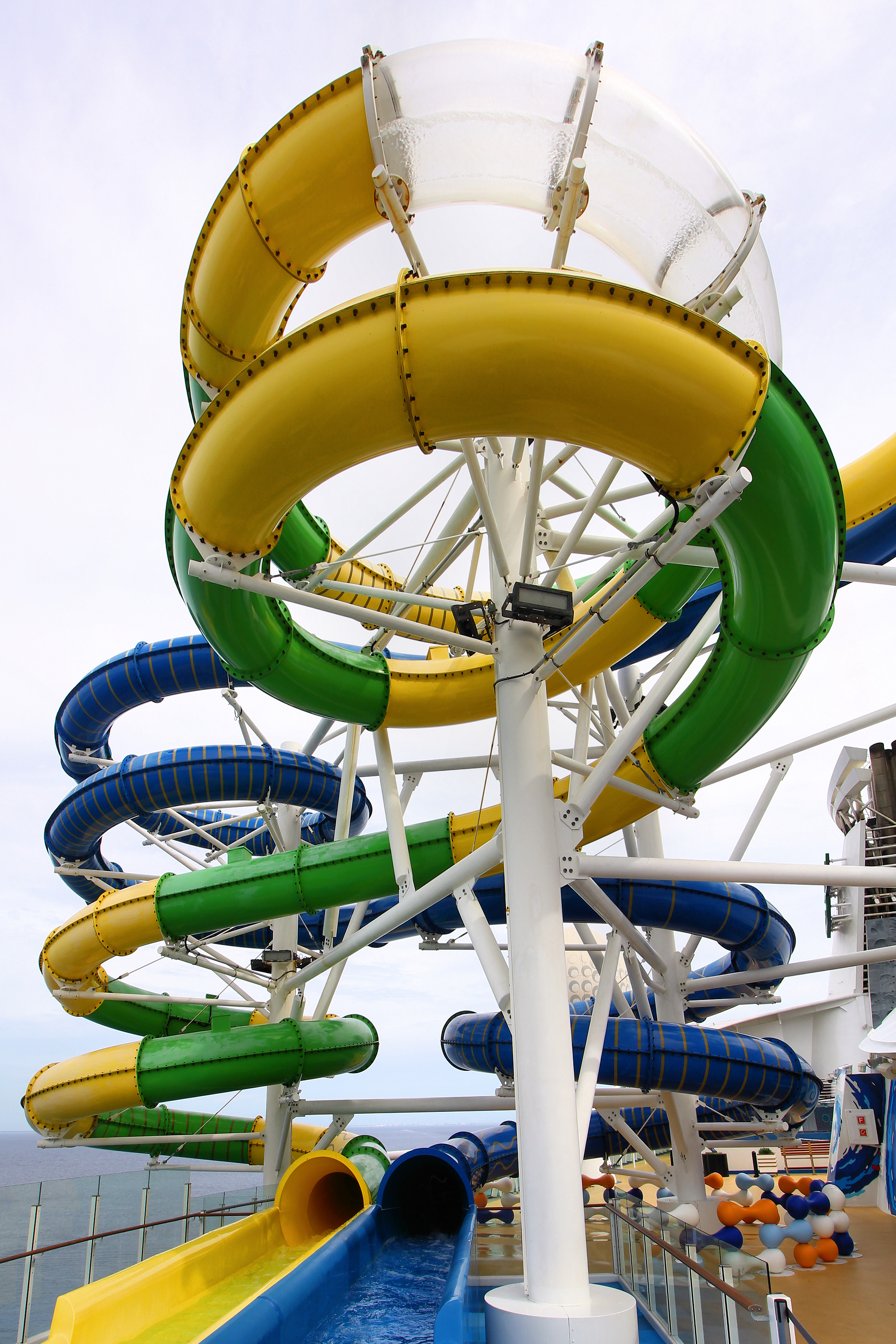
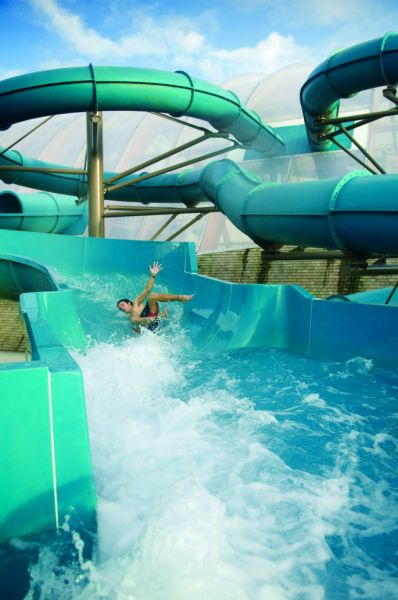
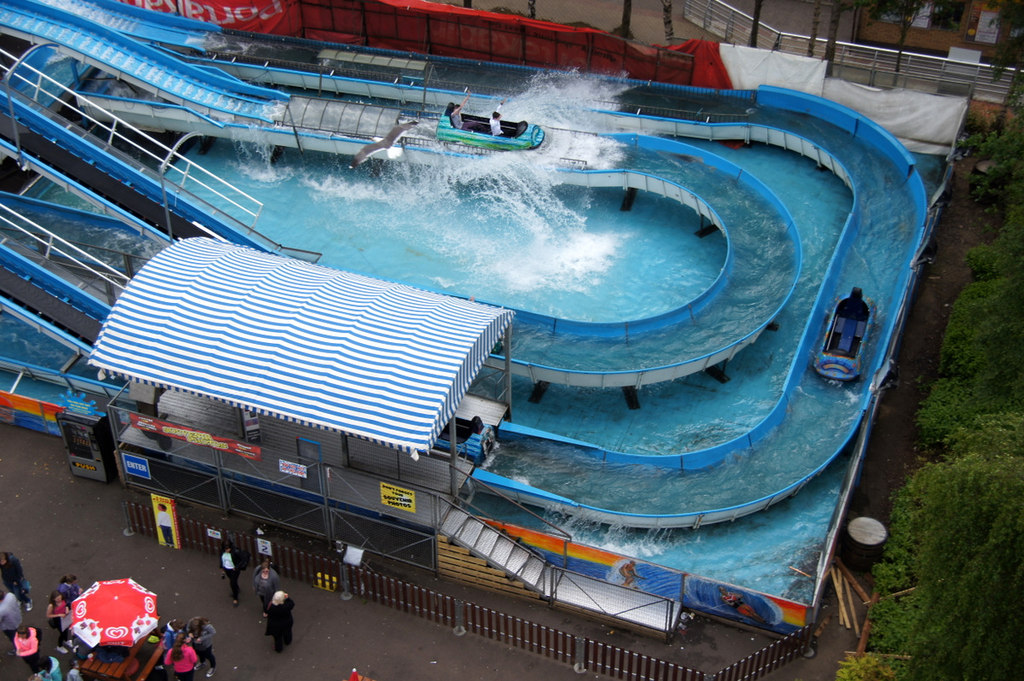
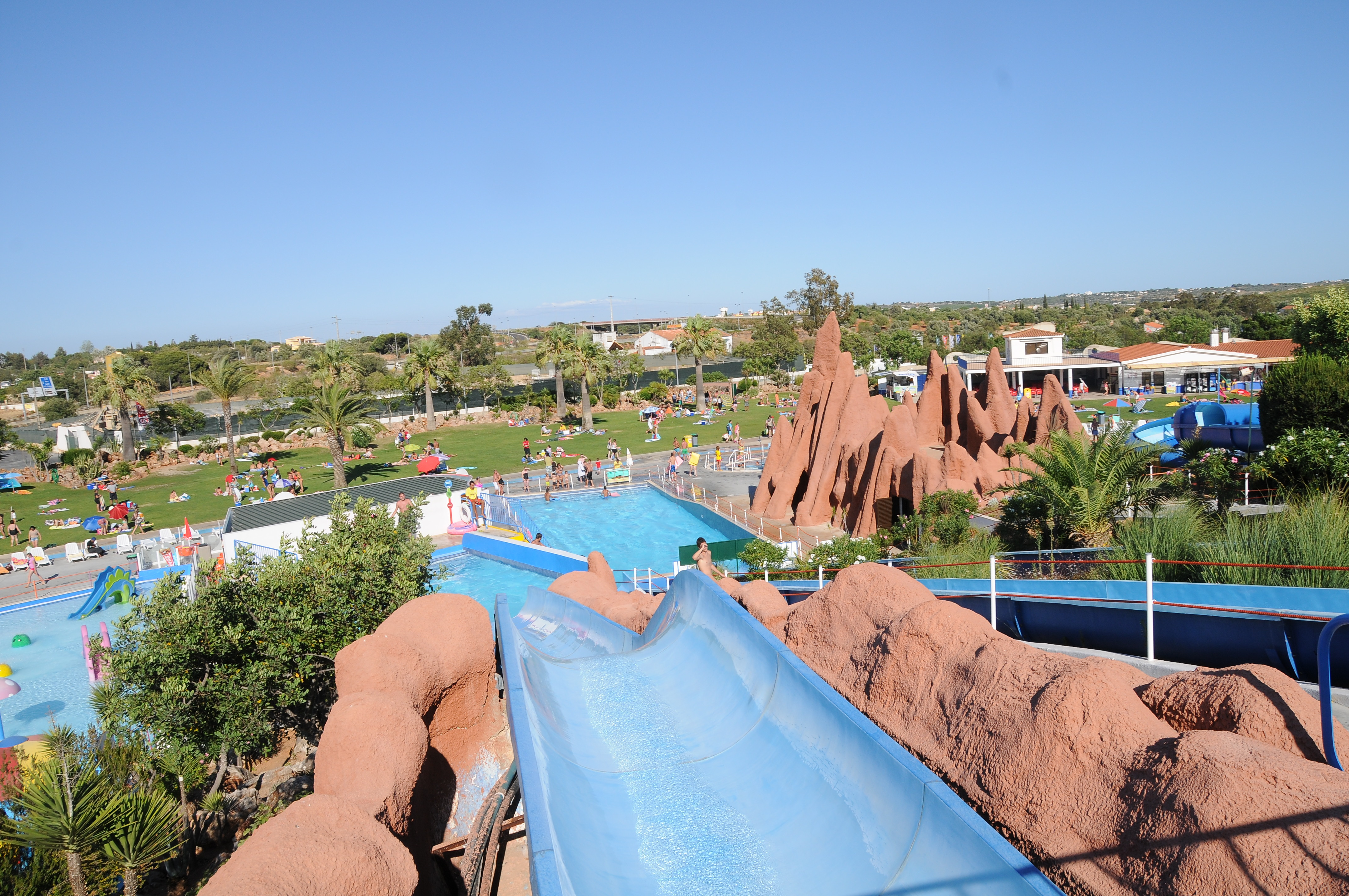
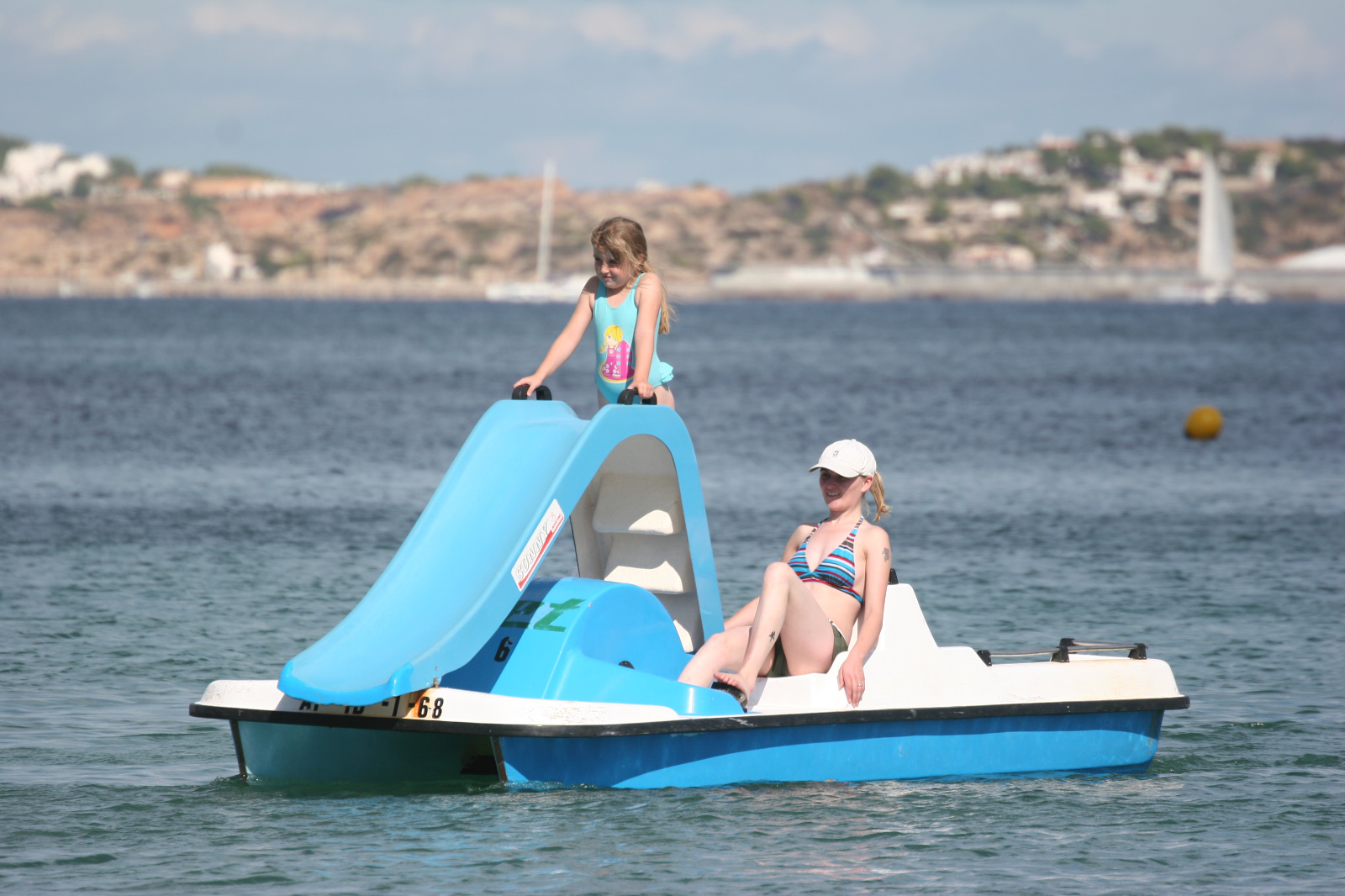